# Denis Peyrony
Denis Peyrony va ser un prehistoriador i arqueòleg francès nascut el 21 d'abril del 1869 i mort el 25 de novembre del 1954
Nasqué a Cussac, Dordonya, una de les regions més riques del món en restes arqueològiques del Paleolític. Fill d'agricultors, el 1901 participà junt amb Louis Capitan i Henri Breuil en les prospeccions que portaren a la descoberta de les coves de Combarelles i Font-de-Gaume.
Al jaciment de La Ferrassie (1905-1920), va trobar nombroses sepultures de l'home de Neanderthal.
El 1933, va crear el teme perigordienc per designar les indústries de retoc abrupte del Paleolític superior desenvolupades paral·lelament a l'aurinyacenc.